# 和地村 (愛知県)
和地村（わじむら）は、愛知県渥美郡にあった村。現在の田原市の一部にあたる。

## 地理
古来から片浜十三里と称される海沿いの帯状の台地に位置していた。
- 海洋：遠州灘[2]

## 歴史
- 1889年（明治22年）10月1日、町村制の施行により、渥美郡和地村が単独で村制施行し、和地村が発足[1][2]。大字は編成せず[2]。
- 1900年（明治33年）養蚕伝習所開設[2]
- 1906年（明治39年）7月16日、渥美郡堀切村、伊良湖村と合併し、伊良湖岬村を新設して廃止された[1][2]。合併後、伊良湖岬村和地となる[2]。

### 地名の由来
次の諸説あり。
1. 『和名抄』に記載の和太郷に比定され、和太地から和地となった。
2. 『和名抄』が和地を和太と誤記した。

## 産業
- 農業、漁業[2]